# Aérodrome de Hildesheim
L'aérodrome de Hildesheim (code OACI : EDVM), est un aérodrome basé à Hildesheim. Il est autorisé pour les avions jusqu'à 5,7 t, les hélicoptères, les motoplaneurs à décollage automatique, les planeurs, les aéronefs ultralégers motorisés, les dirigeables, les modèles réduits et les montgolfières.

## Histoire
L'aérodrome ouvre ses portes dans les années 1920 et sert de base aérienne à la Luftwaffe à partir de 1935, qui y exploite une école de reconnaissance entre juillet 1934 et octobre 1939, et une école de formation aéronautique à partir d'octobre 1935
Le 12 avril 1945, l'aérodrome est occupé par l'armée de terre des États-Unis, qui le désigne comme Advanced Landing Ground ALG R-16 ; il est utilisé par les United States Army Air Forces (USAAF) jusqu'au 5 juin 1945. Après la fin de la Seconde Guerre mondiale, c'est d'abord l'Army Air Corps qui devient maître de l'aérodrome pour une période plus courte : La 146e Wing (escadrille), équipée de chasseurs-bombardiers Typhoon IB, y est basée à l'été 1945. Ensuite, la British Army of the Rhine utilise le terrain. Pendant la guerre froide, une unité volante y est de nouveau stationnée : le 1er régiment de l'Army Air Corps y stationne entre 1973 et 1993 avec des hélicoptères Gazelle AH1 et Lynx AH7. 

## Opérations aériennes
Depuis le 1er juillet 2009, l'aérodrome est exploité de manière privée et économique par Flugplatz Hildesheim Betriebs-GmbH. Il est utilisé par les amateurs de sports aériens (ULM, autogires, planeurs, parachutistes) et par les pilotes privés ainsi que par les pilotes d'affaires. L'armée allemande, les forces britanniques en Allemagne et la police s'entraînent également régulièrement sur ce site. Les vols ont généralement lieu tous les jours de 10 heures au coucher du soleil, avec un maximum de 20 heures, heure locale, mais aucun tour de piste n'est autorisé le dimanche et les jours fériés.
Le terrain abrite l'une des plus grandes écoles commerciales d'aviation ultralégère d'Allemagne ainsi qu'une entreprise de fabrication et de formation d'autogires et l'un des plus grands clubs de sport aérien d'Allemagne. C'est pourquoi l'activité de formation, notamment dans le domaine des autogires, occupe une place importante.
En 2015, l'aérodrome est, en termes de nombre de décollages et d'atterrissages de l'aviation non commerciale, le plus fréquenté de toute l'Allemagne avec plus de 31 000 décollages par an, devant les aérodromes de Mainz-Finthen, Oerlinghausen et Hahnweide, une grande partie des plus de 22 300 décollages étant imputable au secteur des ULM (y compris les autogires).
Depuis 2010, l'un des deux avions du service aérien des pompiers de Basse-Saxe est stationné sur le site de Hildesheim. 